# Henry Grace à Dieu

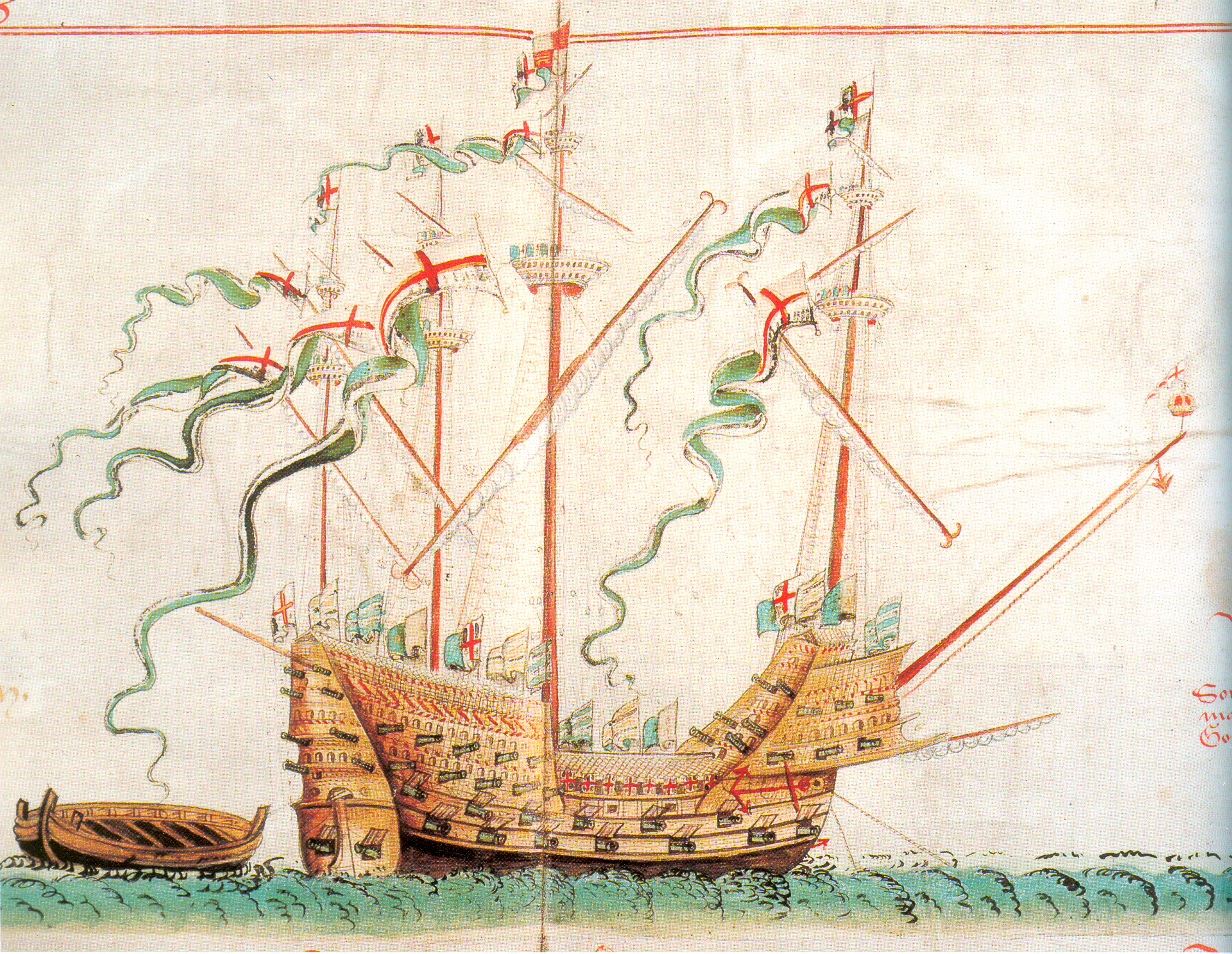
Henry Grace à Dieu illustrerad i Anthonyrullen.

Henry Grace à Dieu (även kallad Great Harry eller Stora Hindrich ) var en fyrmastad engelsk karack från 1500-talet som blev berömd som ett av de största örlogsfartygen i sin samtid, och för eftervärlden som kung Henrik VIII av Englands främsta maktsymbol till sjöss.
Skeppet hade "3:ne lag Canoner, samt Casteller för och ackter, och blef genom våda upbrändt 1533". 